# Aleksandr Gallamow
Aleksandr Romanowicz Gallamow, ros. Александр Романович Галлямов (ur. 28 sierpnia 1999 w Bierieznikach) – rosyjski łyżwiarz figurowy, startujący w parach sportowych z Anastasiją Miszyną. Mistrz (drużynowo) i brązowy medalista (w parach sportowych) olimpijski (2022), mistrz świata (2021), mistrz Europy (2022), brązowy medalista finału Grand Prix (2019), zwycięzca zawodów z cyklu Grand Prix i Challenger Series, mistrz świata juniorów (2019), zwycięzca finału Junior Grand Prix (2018), mistrz Rosji seniorów (2022 i juniorów (2019).

## Osiągnięcia

### Z Anastasiją Miszyną
| Zawody                                | 17–18          | 18–19          | 19–20          | 20–21          | 21–22          |                |                |                |                |                |                |                |                |                |                |                |                |
| Międzynarodowe                        | Międzynarodowe | Międzynarodowe | Międzynarodowe | Międzynarodowe | Międzynarodowe | Międzynarodowe | Międzynarodowe | Międzynarodowe | Międzynarodowe | Międzynarodowe | Międzynarodowe | Międzynarodowe | Międzynarodowe | Międzynarodowe | Międzynarodowe | Międzynarodowe | Międzynarodowe |
| ------------------------------------- | -------------- | -------------- | -------------- | -------------- | -------------- | -------------- | -------------- | -------------- | -------------- | -------------- | -------------- | -------------- | -------------- | -------------- | -------------- | -------------- | -------------- |
| Zimowe igrzyska olimpijskie           |                |                |                |                | 3              |                |                |                |                |                |                |                |                |                |                |                |                |
| Mistrzostwa świata                    |                |                |                | 1              |                |                |                |                |                |                |                |                |                |                |                |                |                |
| Mistrzostwa Europy                    |                |                |                |                | 1              |                |                |                |                |                |                |                |                |                |                |                |                |
| GP Finał Grand Prix                   |                |                | 3              |                | C              |                |                |                |                |                |                |                |                |                |                |                |                |
| GP Internationaux de France           |                |                | 1              |                |                |                |                |                |                |                |                |                |                |                |                |                |                |
| GP NHK Trophy                         |                |                | 3              |                | 1              |                |                |                |                |                |                |                |                |                |                |                |                |
| GP Rostelecom Cup                     |                |                |                | 2              | 1              |                |                |                |                |                |                |                |                |                |                |                |                |
| CS Alpen Trophy                       |                | 1              |                |                |                |                |                |                |                |                |                |                |                |                |                |                |                |
| CS Finlandia Trophy                   |                |                | 1              |                | 1              |                |                |                |                |                |                |                |                |                |                |                |                |
| Bavarian Open                         |                |                | 1              |                |                |                |                |                |                |                |                |                |                |                |                |                |                |
| Międzynarodowe: Kategorie młodzieżowe |                |                |                |                |                |                |                |                |                |                |                |                |                |                |                |                |                |
| Mistrzostwa świata juniorów           | 3              | 1              |                |                |                |                |                |                |                |                |                |                |                |                |                |                |                |
| JGP Finał                             |                | 1              |                |                |                |                |                |                |                |                |                |                |                |                |                |                |                |
| JGP w Kanadzie                        |                | 1              |                |                |                |                |                |                |                |                |                |                |                |                |                |                |                |
| JGP na Słowacji                       |                | 1              |                |                |                |                |                |                |                |                |                |                |                |                |                |                |                |
| Golden Spin Zagrzeb                   | 1 J            |                |                |                |                |                |                |                |                |                |                |                |                |                |                |                |                |
| Krajowe                               |                |                |                |                |                |                |                |                |                |                |                |                |                |                |                |                |                |
| Mistrzostwa Rosji                     | 7              | 5              | 4              | 4              | 1              |                |                |                |                |                |                |                |                |                |                |                |                |
| Mistrzostwa Rosji juniorów            | 2              | 1              |                |                |                |                |                |                |                |                |                |                |                |                |                |                |                |
| Zawody drużynowe                      |                |                |                |                |                |                |                |                |                |                |                |                |                |                |                |                |                |
| Zimowe igrzyska olimpijskie           |                |                |                |                | 1              |                |                |                |                |                |                |                |                |                |                |                |                |
| World Team Trophy                     |                |                |                | 1 T 1 P        |                |                |                |                |                |                |                |                |                |                |                |                |                |

### Z Niką Osipową
| Zawody                                | 16–17                                 |                                       |                                       |                                       |                                       |                                       |                                       |                                       |                                       |                                       |                                       |                                       |                                       |                                       |                                       |                                       |                                       |                                       |
| Międzynarodowe: Kategorie młodzieżowe | Międzynarodowe: Kategorie młodzieżowe | Międzynarodowe: Kategorie młodzieżowe | Międzynarodowe: Kategorie młodzieżowe | Międzynarodowe: Kategorie młodzieżowe | Międzynarodowe: Kategorie młodzieżowe | Międzynarodowe: Kategorie młodzieżowe | Międzynarodowe: Kategorie młodzieżowe | Międzynarodowe: Kategorie młodzieżowe | Międzynarodowe: Kategorie młodzieżowe | Międzynarodowe: Kategorie młodzieżowe | Międzynarodowe: Kategorie młodzieżowe | Międzynarodowe: Kategorie młodzieżowe | Międzynarodowe: Kategorie młodzieżowe | Międzynarodowe: Kategorie młodzieżowe | Międzynarodowe: Kategorie młodzieżowe | Międzynarodowe: Kategorie młodzieżowe | Międzynarodowe: Kategorie młodzieżowe | Międzynarodowe: Kategorie młodzieżowe |
| ------------------------------------- | ------------------------------------- | ------------------------------------- | ------------------------------------- | ------------------------------------- | ------------------------------------- | ------------------------------------- | ------------------------------------- | ------------------------------------- | ------------------------------------- | ------------------------------------- | ------------------------------------- | ------------------------------------- | ------------------------------------- | ------------------------------------- | ------------------------------------- | ------------------------------------- | ------------------------------------- | ------------------------------------- |
| Volvo Open Cup                        | 1 J                                   |                                       |                                       |                                       |                                       |                                       |                                       |                                       |                                       |                                       |                                       |                                       |                                       |                                       |                                       |                                       |                                       |                                       |
| Krajowe                               |                                       |                                       |                                       |                                       |                                       |                                       |                                       |                                       |                                       |                                       |                                       |                                       |                                       |                                       |                                       |                                       |                                       |                                       |
| Mistrzostwa Rosji juniorów            | 9                                     |                                       |                                       |                                       |                                       |                                       |                                       |                                       |                                       |                                       |                                       |                                       |                                       |                                       |                                       |                                       |                                       |                                       |

## Programy

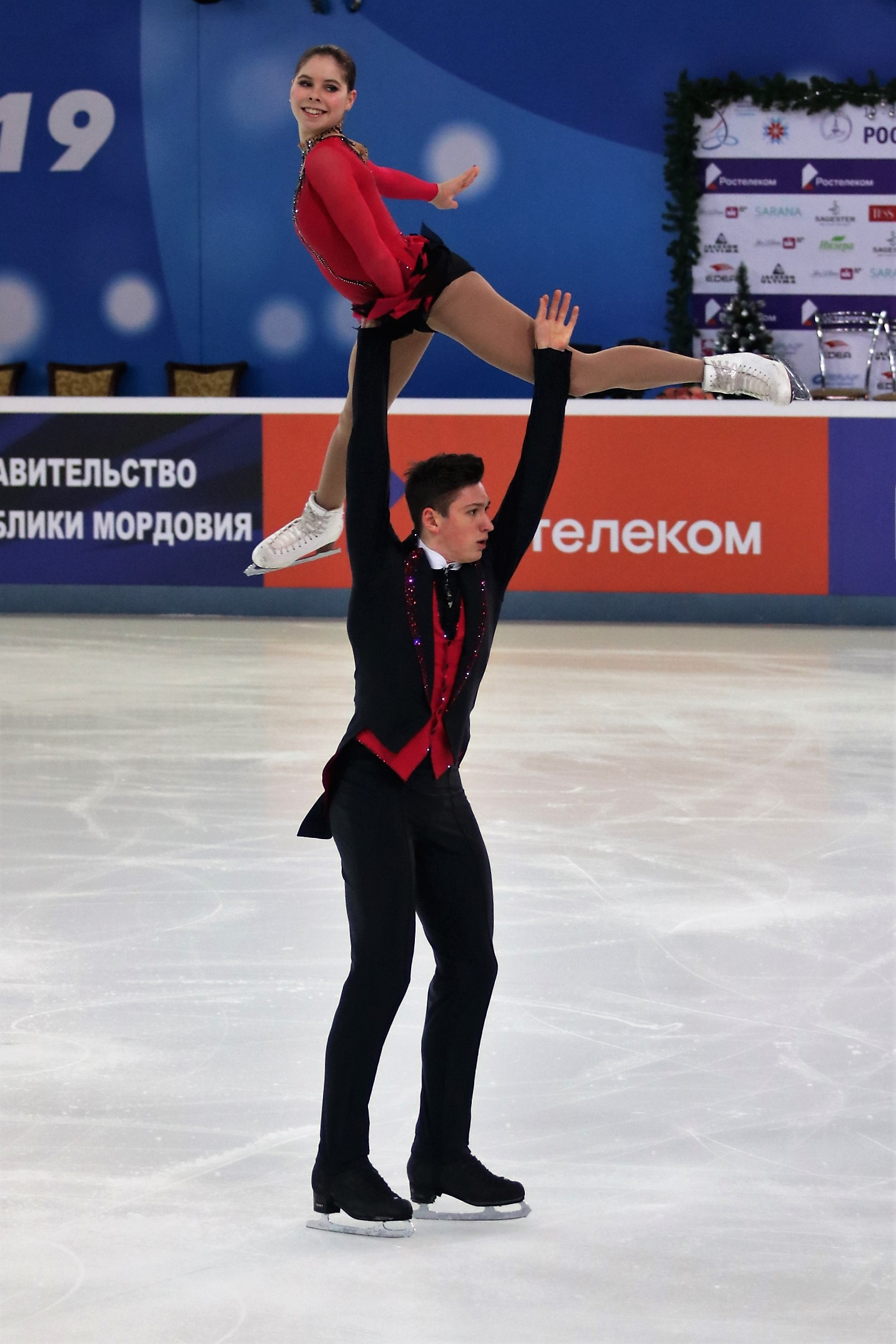
Mistrz i Małgorzata medley (Mistrzostwa Rosji 2019)

Anastasija Miszyna / Aleksandr Gallamow
| Sezon   | Program krótki (SP) | Program dowolny (FS) |
| ------- | --- | --- |
| 2021–22 | - Esmeralda medley – Cesare Pugni, aranż. Alexander Goldstein choreografia: Natalja Biestiemjanowa, Igor Bobrin                                              | - The Snowstorm – Gieorgij Swiridow - The Snowstorm (The Vocal Octet) – Walerija Starowierowa, oryg. Gieorgij Swiridow - Time, Forward – Gieorgij Swiridow choreografia: Nikołaj Morozow, Nikołaj Moroszkin |
| 2020–21 | - Esmeralda medley – Cesare Pugni, aranż. Alexander Goldstein choreografia: Natalja Biestiemjanowa, Igor Bobrin                                              | - Bohemian Rhapsody – Queen - We Are the Champions – Queen choreografia: Aleksandr Żulin |
| 2019–20 | - Je suis malade – Lara Fabian choreografia: Natalja Pieczerska                                                                                              | - Mistrz i Małgorzata medley – Igor Kornieluk choreografia: Siergiej Komołow |
| 2018–19 | - Party Like a Russian – Robbie Williams choreografia: Natalja Pieczerska                                                                                    | - Mistrz i Małgorzata medley – Igor Kornieluk choreografia: Siergiej Komołow |
| 2017–18 | - Party Like a Russian – Robbie Williams choreografia: Natalja Pieczerska - In the Hall of the Mountain King – Edvard Grieg choreografia: Natalja Pieczerska | - 1492: Conquest of Paradise – Vangelis choreografia: Natalja Pieczerska |